# Zoilpo (Ort)
Zoilpo ist ein osttimoresischer Ort im Suco Guda (Verwaltungsamt Lolotoe, Gemeinde Bobonaro).
Das Dorf liegt im Zentrum der Aldeia Zoilpo, auf einer Anhöhe in 688 m Höhe. Unterhalb fließt einen Kilometer nördlich der Pa, ein Nebenfluss des Loumea. Die Häuser verteilen sich entlang einer Straße, die Zoilpo mit den Nachbardörfern Oceli im Südwesten und Omelai, nordwestlich im Suco Molop verbindet.
In Zoilpo befinden sich der Sitz des Sucos Guda und eine Kapelle. Etwas außerhalb, an der Straße nach Oceli, liegen eine Grundschule und der Friedhof.